# Teodor Ojzerman
Teodor Il'jič Ojzerman (rusky Теодор Ильич Ойзерман; 14. května (1. května podle juliánského kalendáře) 1914, Petroverovka - 25. března 2017, Moskva) byl sovětský a ruský historik filosofie židovského původu, doktor filosofických věd, vysokoškolský profesor, akademik Ruské akademie věd.

## Život
V roce 1941 obdržel titul kandidáta věd. Během Velké vlastenecké války sloužil v Rudé armádě a utrpěl kontuzi, když se zúčastnil bitvy u Kurska. Od roku 1947 pracoval na Filosofické fakultě Moskevské státní univerzity. V roce 1951 obhájil doktorskou disertaci. O dva roky později získal hodnost profesora. Od roku 1968 působil jako vědecký pracovník ve Filozofickém ústavu RAV.

## Dílo
Zaměřoval se na dějiny filozofie západní Evropy. Hodně se zabýval také bádáním nad teoretickými základy historicko-filozofické vědy.

### Monografie
- Проблемы историко-философской науки. — М.: Мысль, 1969.
  - Problems of the History of Philosophy. Translated from the Russian by Robert Daglish. Moscow: Progress Publishers, 1973.
  - OJZERMAN, T. I. Problémy filozofie a filozofie dejín. Překlad z ruského originálu Petra Bartáka. 1. vyd. Bratislava: Nakladateľstvo Pravda, 1976. (slovensky)
- Главные философские направления: Теорет. анализ ист.-филос. процесса. — 2-е изд., доработ. — М.: Мысль, 1984. — 303 с.
  - Oizerman T.I. The Main Trends in Philosophy. A Theoretical Analysis of the History of Philosophy. Translated by H. Campbell Creighton, M.A. (Oxon). Moscow: Progress Publishers, 1988. ISBN 5-01-000506-9
- Диалектический материализм и история философии: (Историко-филос. очерки). — М.: Мысль, 1979. — 308 с.
  - Dialectical Materialism and the History of Philosophy: Essays on the History of Philosophy (Moscow: Progress Publishers, 1982)

Překlady do češtiny
- OJZERMAN, Teodor Il'jič. Hlavní filosofické směry : teoretická analýza historicko-filosofického procesu (původním názvem: Главные философские направления: Теоретический анализ историко-философского процесса). Překlad Jarmily Oborské. 1. vyd. Praha: Svoboda, 1975. 348 s. (Filosofie a současnost).
- JOVČUK, M. T.; OJZERMAN, T.I.; ŠČIPANOV, I.J. Stručné dějiny filosofie. 1. vyd. Praha: Státní nakladatelství politické literatury, 1963. 867 s.
- Buržoazní filozofie 20. století (původním názvem: Буржуазная философия ХХ века). Redakce : L. N. Mitrochin, Teodor Ojzerman, L. N. Šeršenko; překlad : Zora Rozehnalová; ilustrace : Josef Hamza (autor obálky); knihu připravil odbor Filozofického ústavu Akademie věd SSSR pro kritiku moderní buržoazni filosofie západních zemí. 1. vyd. Praha: Svoboda, 1977. 364 s.
- Formování novověké filozofie. Příprava vydání Prof. PhDr. Vladimír Čechák, CSc. (recenzent, doslov k českému vydání); překlad z rus. orig.: dr. Ivana Holzbachová, CSc., dr. Jiří Gabriel, doc. dr. Karel Hlavoň, CSc., dr. Antonín Látal, prof. ing. Josef Šmajs, CSc., dr. Bohumila Koželouhová, doc. dr. Jiří Cetl, CSc.; Vedoucí autorského kolektivu: T. I. Ojzerman. Praha: Svoboda, 1989. 731 s. (Členská knižnice). ISBN 80-205-0025-1. S. 134. Obsahuje bibliografické odkazy a rejstřík.